# هيلين ماير
هيلين ماير (بالإنجليزية: Helen M. Meyer)‏ هي قاضية ومحامية أمريكية، ولدت في 24 فبراير 1954 في سانت كلاود في الولايات المتحدة.

## وصلات خارجية
- هيلين ماير على موقع إن إن دي بي (الإنجليزية)